# 碧南市立棚尾小学校
碧南市立棚尾小学校（へきなんしりつ たなおしょうがっこう）は、愛知県碧南市春日町にある公立小学校。

## 校区
- 校区は雨池町、石橋町、大浜上町、春日町、川端町、栗山町、源氏町、源氏神明町（一部） 、作塚町、沢渡町、汐田町、志貴崎町、志貴町、善明町、棚尾本町、中江町（一部）、中町（一部）、中松町、野田町（一部）、羽根町、浜町（一部）、舟江町、松本町、弥生町、若宮町であり、公立中学校に進む場合は碧南市立南中学校に進学する[1]。
- 旧・碧海郡棚尾町の小学校であった。

## 沿革
- 1872年（明治5年）11月8日 - 碧海郡棚尾村に郷学校として棚尾郷学校が開校。妙福寺を仮校舎とする。
- 1873年（明治6年）8月15日 - 第7中学区第54番小学棚尾学校に改称する。
- 1882年（明治15年）11月 - 第7中学区第55番小学棚尾学校に改称する。棚尾村、前浜新田の児童が通学する。
- 1886年（明治19年）4月 - 棚尾尋常小学校に改称する。
- 1892年（明治25年）10月 - 棚尾村、志貴崎村、伏見屋村、鷲塚村で四ヶ村組合を設立。伏見屋村に啓成高等小学校が開校する。
- 1896年（明治29年）6月 - 啓成高等小学校が廃校。棚尾尋常小学校に高等科を併設し、棚尾尋常高等小学校に改称する。
- 1901年（明治34年）5月27日 - 現在地に校舎を新築し、移転する。
- 1904年（明治37年）10月 - 農商補習学校を併設する。
- 1912年（明治45年）6月 - 校舎を増築する。
- 1921年（大正10年）8月 - 校舎を増改築する。
- 1924年（大正13年）1月1日 - 棚尾村が町制施行し、棚尾町となる。
- 1926年（大正15年） - 大浜町、新川町、棚尾町、旭村の四ケ町村の組合立碧南国民学校が開校する。
- 1933年（昭和8年）2月2日 - 不審火により、校舎1棟を焼失する。
- 1934年（昭和9年）2月1日 - 校舎を増改築する。
- 1941年（昭和16年）4月1日 - 棚尾国民学校に改称する。
- 1947年（昭和22年）4月1日 - 棚尾町立棚尾小学校に改称する。校舎の一部を使用し、棚尾町立棚尾中学校が開校する。
- 1948年（昭和23年）4月5日 - 大浜町、新川町、棚尾町、旭村が合併し、碧南市が発足。同時に碧南市立棚尾小学校に改称する。
- 1951年（昭和26年）10月30日 - 棚尾小学校の隣接地に棚尾中学校の校舎が完成する。
- 1955年（昭和30年）4月1日 - 碧南市立棚尾中学校と碧南市立大浜中学校が合併し、碧南市立南中学校が開校する。
- 1956年（昭和31年）
  - 2月22日 - 特別教室を増築する。
  - 4月1日 - 碧南市立大浜小学校の校区の一部が加わる。
- 1967年（昭和42年）3月28日 - 新校舎（鉄筋コンクリート造）が完成する。
- 1968年（昭和43年）8月22日 - 体育館、プールが完成する。
- 1977年（昭和52年）4月 - 碧南市立中央小学校を分離する。
- 1981年（昭和56年）4月3日 - 新校舎（現・北館）が完成する。
- 1982年（昭和57年）8月 - 木造校舎（1934年増改築）を取り壊す。
- 1985年（昭和60年）4月 - 碧南市立日進小学校の校区の一部が加わる。
- 2002年（平成14年）2月28日 - 新プールが完成する。
- 2010年（平成22年）3月25日 - 新校舎（本館）、新体育館が完成する。

## 交通アクセス
- 名鉄三河線碧南駅下車、徒歩約8分。

※2004年に廃止された棚尾駅からは徒歩約10分であった。

## 周辺施設
- 愛知県立碧南高等学校
- 碧南市立南中学校　※隣接
- 碧南市立日進小学校
- 碧南市立大浜小学校
- 碧南市立中央小学校
- 棚尾保育園
- 碧南市役所
- 碧南棚尾郵便局
- 碧南海浜水族館
- 碧南市臨海公園
- 日鉄ステンレス加工衣浦工場
- 大浜漁港
- 衣浦トンネル